# Kölner Schule (Betriebswirtschaftslehre)
Als Kölner Schule werden ehemalige Professoren der Universität zu Köln bezeichnet, welche die heute noch geltenden Grundlagen der Betriebswirtschaftslehre schufen.

## Allgemeines
Mit einer steigenden Zahl von Forschern und der Differenzierung ihrer Lehrmeinungen zum gleichen Thema bilden sich „Schulen“ von Anhängern bestimmter, übereinstimmender Auffassungen. Beispiele sind die Freiburger Schule der Nationalökonomie, Österreichische Schule der Volkswirtschaftslehre, die École de Paris für Anthropologie oder die Chicagoer Schule für Ökonomie.
Die „Kölner Schule“ ist die begriffliche Zusammenfassung der Lehren Eugen Schmalenbachs und seiner unmittelbaren Schüler oder Schmalenbach und seine Schüler selbst, benannt nach dem langjährigen Wirkungsort Schmalenbachs, der Universität zu Köln.

## Entstehungsgeschichte
Als Gründer der „Kölner Schule“ gilt Eugen Schmalenbach, der 1903 seine Dozententätigkeit an der Universität zu Köln aufnahm. In jenem Jahr habilitierte er sich – ohne die Voraussetzungen Abitur und Promotion zu besitzen – mit der nicht mehr auffindbaren Arbeit „Die buchhaltungstechnische Darstellung der Betriebsgebarung“, einem Frühwerk der heutigen Deckungsbeitragsrechnung. Die empirische und praxisbezogene Einstellung Schmalenbachs und die hohen Anforderungen, die er an Mitarbeiter und Studenten stellte, verschafften der Kölner Universität einen sehr guten Ruf. Die „Kölner Schule“ entsprang einem so genannten „Treuhand-Seminar“ (die Vorgängerinstitution des „Seminars für Allgemeine Betriebswirtschaftslehre und für Wirtschaftsprüfung“ der Universität zu Köln), das Schmalenbach-Schüler aus Wissenschaft und Praxis umfasste. Um Schmalenbach sammelte sich eine Reihe junger Forscher, die seine Lehre selbständig weiterentwickelten, so dass man von einer „Kölner Schule“ spricht.

## Vertreter
Personell gehörten zur „Kölner Schule“ im engeren Sinn seine unmittelbaren Schüler Karl Hax, Walter Mahlberg, Willy Minz, Hans Münstermann und Ernst Walb. Horst Albach – einst selbst Student der Kölner Uni bei Erich Gutenberg – engte den Begriff auf die Zeit zwischen 1919 und 1955 ein; nur wenige würden den Begriff auf Schmalenbachs Nachfolger Erich Gutenberg übertragen, obwohl dieser nicht minder bedeutend für die Entwicklung der Betriebswirtschaftslehre war als Schmalenbach.
Im weiteren Sinne gehören auch Theodor Beste, Walther Busse von Colbe oder Erwin Geldmacher zur Kölner Schule. Auf Geldmacher geht die Vereinheitlichung der betriebswirtschaftlichen Terminologie zurück. Sein Werdegang ist aufs Engste mit der „Kölner Schule der Betriebswirtschaftslehre“ verbunden.
Inhaltlich bezieht sich die „Kölner Schule“ insbesondere auf Schmalenbachs Bilanztheorie der dynamischen Bilanz, auf Kalkulation und Preispolitik und auf die „pretiale Betriebslenkung“. Schmalenbach verstand unter „pretialer Betriebslenkung“, dass das oberste Management „den nachgeordneten Dienststellen weitgehende Selbständigkeit lässt und sich nur besonders wichtige Entscheidungen vorbehält, …“. Operative Entscheidungen werden von den auf unteren Ebenen angesiedelten Entscheidungsträgern getroffen.
Im Hinblick auf die Unternehmensbewertung wird ebenfalls von einer „Kölner Schule“ gesprochen, die von Busse von Colbe, Münstermann, Manfred Jürgen Matschke und Günter Sieben weiterentwickelt wurde.

## Institutionalisierung
Durch die Institutionalisierung der Lehren Schmalenbachs im Jahre 1932 in Form der Schmalenbach-Vereinigung wurde sichergestellt, dass auch nach Emeritierung (1951) seine Lehren weiter gepflegt werden. Sie heißt seit 1979 Schmalenbach-Gesellschaft für Betriebswirtschaft.